# Karel Černý
Karel Černý (1 de fevereiro de 1910 - data de morte desconhecida) foi um futebolista checo que atuava como defensor.

## Carreira
Karel Černý fez parte do elenco da Seleção Checoslovaca de Futebol, na Copa de 1938. 